# Rodolfo Gonzaga di Castiglione

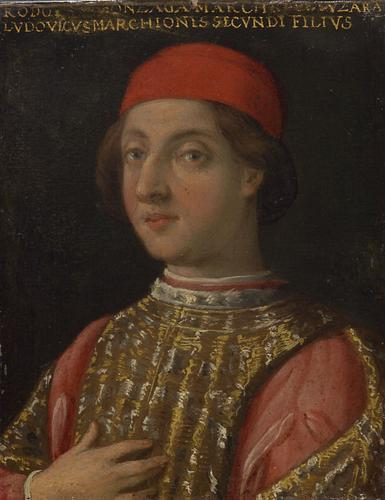
Rodolfo Gonzaga

Rodolfo Gonzaga di Castiglione (* 18. April 1452 in Mantua; † 6. Juli 1495 in Fornovo) war ein italienischer Adliger, Sohn des Markgrafen Ludovico III. Gonzaga von Mantua und seit 1478 Herr von Castiglione, Solferino und Castelgoffredo sowie seit 1480 Herr von Luzzara.

## Herkunft

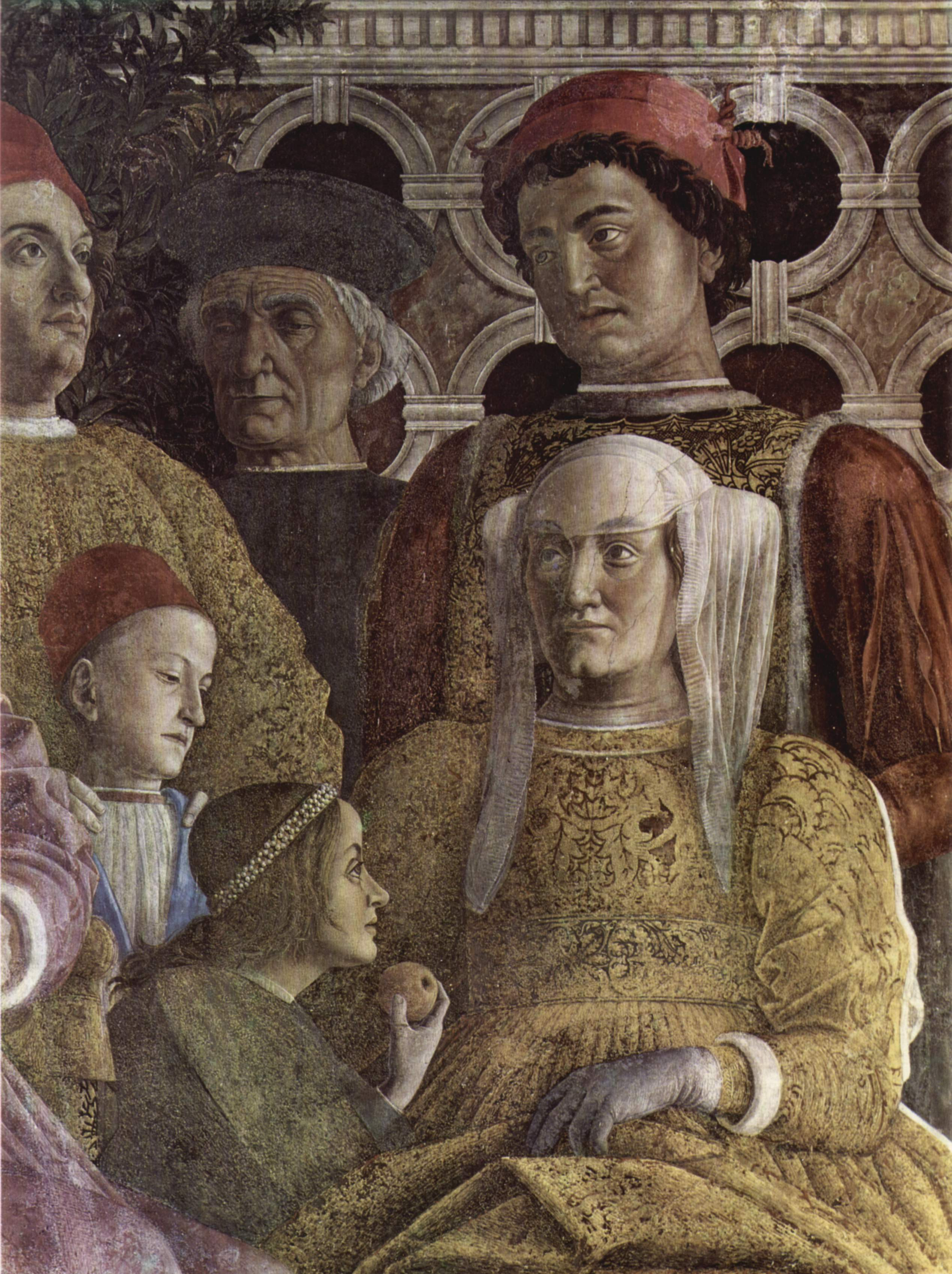
Rodolfo Gonzaga hinter seiner Mutter stehend (Ausschnitt des Freskos des Andrea Mantegna im Palazzo Ducale in Mantua)

Rodolfo war der vierte der fünf Söhne des Markgrafen Ludovico III. von Mantua aus dem alten italienischen Adelsgeschlecht der Gonzaga, aus dessen Ehe mit der Markgräfin Barbara von Brandenburg aus der Dynastie der Hohenzollern. Sein ältester Bruder folgte nach dem Tode des Vaters 1478 diesem als Federico I. in der Markgrafschaft Mantua nach. Der zweitälteste Bruder Francesco war seit 1461 Kardinal und wurde 1466 Bischof von Mantua. Nach seinem Tod im Jahr 1483 folgte ihm der jüngste Bruder Ludovico als Bischof von Mantua. Rodolfo und der dritte Bruder Gianfrancesco, die beide eine militärische Laufbahn eingeschlagen hatten, entschieden sich nicht für einen geistlichen Stand. Nach dem Tode des Vaters wurden ihnen von Federico I. Teile der Markgrafschaft überlassen. Diese Vereinbarung zwischen den Brüdern, die im Februar 1479 festgelegt worden war, wurde am 10. Juni von Kaiser Friedrich III. ratifiziert.
Gianfrancesco wurde Graf von Sabbioneta und Rodigo sowie Herr von Bozzolo und Gazzuolo. Er wurde zum Stammvater der späteren Herzöge von Sabbioneta und Fürsten von Bozzolo, da bereits unter seinen Söhnen das Gebiet nochmals geteilt wurde. Diese Nebenlinie der Gonzaga erlosch im Mannesstamm im Jahr 1703. Sein jüngerer Bruder Rodolfo erhielt in der brüderlichen Teilung Castiglione, Solferino und Castelgoffredo. Seine Nachkommen erloschen in männlicher Linie im Jahr 1819.

## Leben
Rodolfo Gonzaga wuchs im Palast zu Mantua auf und wurde mit seinen Brüdern im Geist der Renaissance nach dem Vorbild von Vittorino da Feltre erzogen. Seine Lehrer waren bedeutende Humanisten, wie Bartolomeo Platina bis 1457. Von seinem Vater wurde er frühzeitig für eine militärische Karriere bestimmt. So begann er schon in jungen Jahren offizielle Aufgaben in Vertretungsmissionen für den Markgrafen von Mantua zu übernehmen. Im Frühjahr 1463 reiste der elfjährige Rodolfo an der Seite seines Bruders Gianfrancesco nach Innsbruck, um Margarete von Bayern, die Braut des Erstgeborenen Federico, von dort nach Mantua zu begleiten. Am 3. Februar 1469 war er in Ferrara, um Kaiser Friedrich III. der aus Rom kommend hier Station machte, zu huldigen. Zu diesem feierlichen Anlass wurde er zum Ritter geschlagen.
Im Sommer gleichen Jahres vereinbarte Markgraf Ludovico mit dem Herzog von Burgund, Karl dem Kühnen, seinen Sohn Rodolfo in Dienst zu nehmen. Ende August 1469 kam der Siebzehnjährige an den Hof in Brüssel, damals einer der prächtigsten Europas, um sich in den Dienst des Herzogs zu stellen und sich selbst im Waffenhandwerk zu beweisen. Nach seiner Rückkehr aus Flandern im Winter 1470, war er bereit, sich dem militärischen Beruf professionell zu verpflichten, und sein Vater organisierte für ihn, für zwei Jahre in den Sold des Papstes zu kommen. Der Einfluss seiner Brüder Francesco, Kardinal in Rom, und Gianfrancesco, seit Februar 1469 im militärischen Dienst beim Papst, war dabei sicher hilfreich. Papst Sixtus IV. sah sich zu Einsparungen genötigt, und im Frühjahr 1473 musste Rodolfo seinen Dienst quittieren, nur Gianfrancesco blieb weiterhin im Sold des Papstes.
Zwischen Juni und Juli 1474 begleitete Rodolfo seine Schwester Barbara, die im April geheiratet hatte, in ihre neue Heimat, wo ihr Ehemann Eberhard von Württemberg in Urach auf sie wartete. Im Oktober dieses Jahres fand er schließlich eine länger währende Anstellung für den Sold der Republik Florenz, in deren Diensten er bis 1481 blieb. Sein Dienst beschränkte sich hauptsächlich auf die Toskana, wo er kaum an militärischen Aktionen teilnahm, sondern stattdessen in der Nähe von Lorenzo und Giuliano de’ Medici weilte, von denen er geschätzt wurde. Im Jahr 1477 reiste Rodolfo mit einer Gruppe von vierzig Personen als Vertreter des Markgrafen von Mantua in das Königreich Neapel, um bei der Hochzeit von König Ferdinand mit Johanna von Aragón, die am 14. September stattfand, anwesend zu sein.
Am 12. Juni 1478 starb der Vater und Rodolfo konnte mit seinem Bruder Gianfrancesco je ein eigenständiges Territorium von Mantua abspalten. Rodolfo erhielt, gemeinsam mit seinem damals noch minderjährigen Bruder Ludovico, das Grenzgebiet mit Castelgoffredo, Castiglione, Ostiano, Redondesco und Solferino. In Nachverhandlungen mit Markgraf Federico I. kam es 1480 zu einem kleineren Gebietsaustausch, durch den Luzzara noch dazu kam. (Investitur am 11. Februar 1494 durch Maximilian I.) Die Gebiete, die Federico I. seinen Brüdern abtrat, gingen Mantua für immer verloren. Die Hauptlinie erlosch mit Vincenzo II. Gonzaga bereits im Jahr 1627 und dies mündete in einen Erbfolgekrieg der die Eigenständigkeit des Herzogtums Mantua selbst bedrohte.
1478 brach Krieg aus, zwischen Florenz, verbündet mit Mailand und Venedig, auf der einen Seite, und dem Papst im Bunde mit dem König von Neapel und der Republik Siena auf der anderen Seite. Rodolfo, noch immer in florentinischem Dienst stehend, kämpfte an der Seite seiner Brüder Federico und Gianfrancesco in der Toskana, wurde aber in der Schlacht von Poggio Imperiale im September 1479 durch den Herzog von Kalabrien gefangen genommen und erst im Februar folgenden Jahres wieder freigelassen. Nach dem Ende seiner Dienstzeit im Juli 1481 blieb er in Florenz, bis er sich im venezianischen Krieg gegen Ferrara ab 1483 in den Dienst der „Serenissima“ stellte, während sein Bruder Gianfrancesco an der Seite des Herzogs von Ferrara auf der antivenezianischen Seite kämpfte. Die Tatsache, dass sich die Brüder auf den feindlichen Seiten befanden, schuf neue Reibungspunkte im oft gespannten Verhältnis zwischen den beiden Brüdern.
Möglicherweise empfahl Federico, der im Jahr 1484 starb, als Folge dieser Spannungen seinem Sohn Markgraf Gianfrancesco II., sich eher auf seine Ratgeber, in erster Linie auf Francesco Secco und Eusebio Malatesta, als auf seine Onkel zu verlassen. Das Verhältnis der drei Brüder Gianfrancesco, Rodolfo und Ludovico zu ihrem Neffen Gianfrancesco II. muss scheinbar anfangs äußerst gespannt gewesen sein. Die Ratgeber des jungen Markgrafen setzten das Gerücht einer Verschwörung in Umlauf, ob wahr oder unwahr bleibt ungeklärt. Es ist eine verwirrende Folge, die mit Verhaftungen und dem freiwilligen Rückzug der drei Brüder auf ihre Ländereien endete.
Noch obskurer sind die Umstände, die den Tod von Antonia Malatesta betreffen, Rodolfos erster Ehefrau, die er im Januar 1481 geheiratet hatte. Geboren wurde sie 1451 als eine illegitime Tochter des Sigismondo Malatesta, Herrn von Rimini und seiner damaligen Geliebten Isotta degli Atti, die dann 1456 seine dritte Frau wurde. Antonia starb nach nur knapp dreijähriger Ehe am 25. Dezember 1483 in Luzzara wahrscheinlich eines unnatürlichen Todes. Der zeitgenössische Chronist Andrea da Schivenoglia (* 1411) berichtet in seiner Cronaca di Mantova von Enthauptung wegen Ehebruchs. Nach anderen Angaben wurde sie mit einem Schwertstreich von Rodolfo getötet, der sie mit ihrem Tanzlehrer überraschte. Auch taucht Eusebio Malatesta mit seiner jüdischen Herkunft als Initiator einer Intrige auf, die der Frau das Leben kostete. Der Historiker Alessandro Luzio (1857–1946) vertrat die Ansicht, dass Antonia eines natürlichen Todes starb, unter Berufung auf einen Beileidsbrief an den Witwer Rodolfo, und dass die ganze Angelegenheit das Ergebnis einer fiktiven Übersetzung der Feindseligkeiten war.

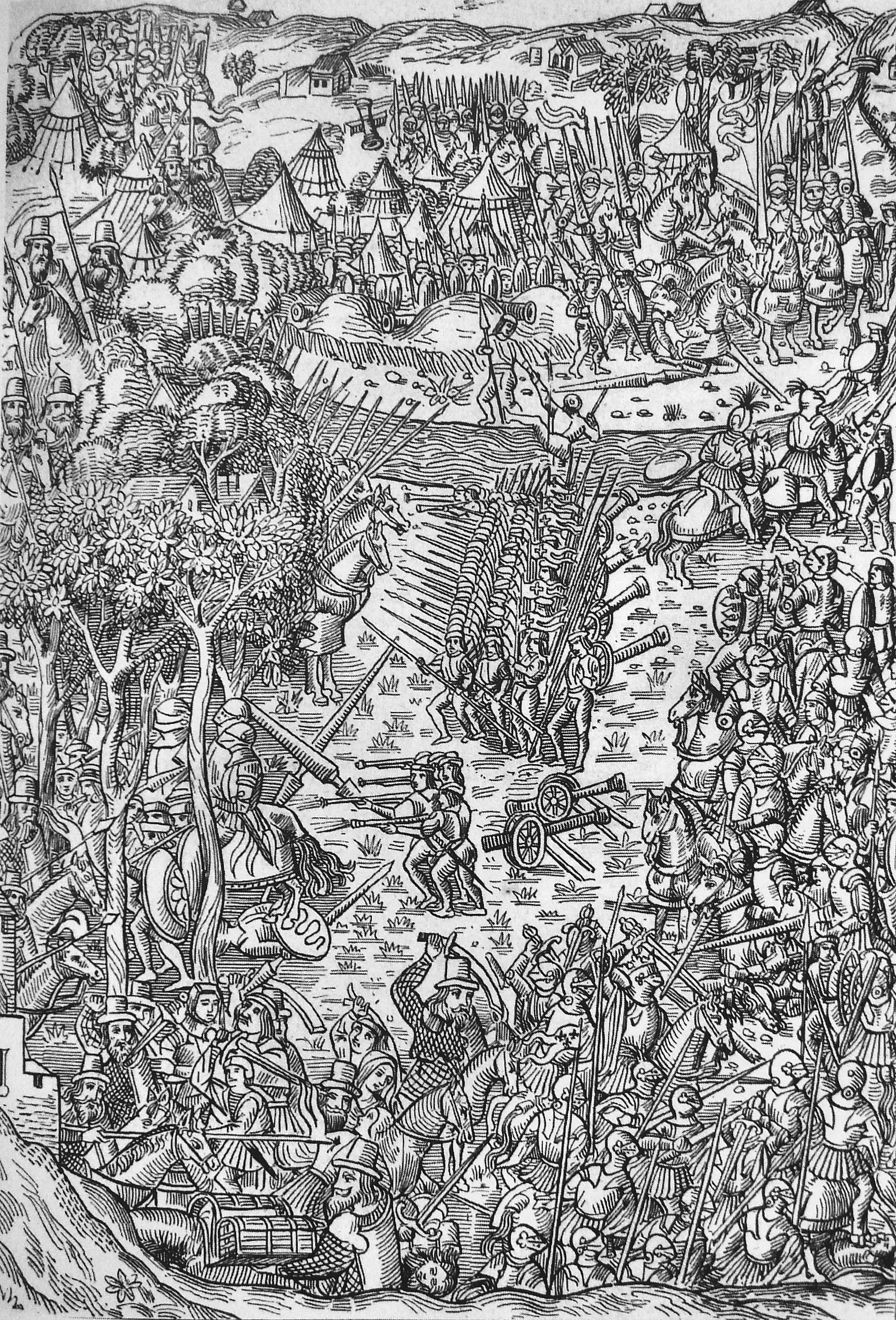
Darstellung der Schlacht bei Fornovo (15./16. Jh.)

Sicher ist, dass Rodolfo im folgenden Jahr Caterina Pico, Tochter des Gianfrancesco Pico della Mirandola und der Giulia Boiardo heiratete. Die dreißigjährige Witwe war in erster Ehe mit Lionello Pio († 1480), dem Herrn von Carpi verheiratet gewesen und Mutter von drei Kindern. Sie schenkte Rodolfo sechs weitere Kinder, zwei Söhne und vier Töchter. Caterina überlebte ihren Mann um sechs Jahre und starb im Dezember 1501. Auch bei ihrem Tod soll es nicht mit natürlichen Dingen zugegangen sein; Ariosto berichtet darüber. Manche Quellen sagen, sie sei von ihrer Magd vergiftet worden, andere, sie sei im Schlaf von ihr erdrosselt worden. Von verschmähter Liebe einerseits, von Geldgier andererseits, ist die Rede.
Im Jahr 1486 ging Rodolfo als Leutnant in den Dienst der Herzöge von Mailand und stand nun wieder an der Seite seines Neffen Gianfrancesco II., als es 1495 zum Kampf gegen König Karl VIII. von Frankreich kam. In der Schlacht bei Fornovo am 6. Juli 1495, in der Gianfrancesco der Oberbefehl über die Truppen der Heiligen Liga oblag, konnten die Italiener einen Sieg erringen. Die französischen Truppen verließen Italien. Doch dieser Sieg war teuer erkauft; die Verluste auf italienischer Seite waren fast doppelt so hoch, wie die der Franzosen, über 2.000 Italiener verloren ihr Leben, Rodolfo Gonzaga war einer von ihnen.

## Ehen und Nachkommen
Rodolfo Gonzaga vermählte sich am 11. Januar 1481 mit Antonia Malatesta (* 1451; † 25. Dezember 1483 in Luzzara). Die Ehe blieb kinderlos.

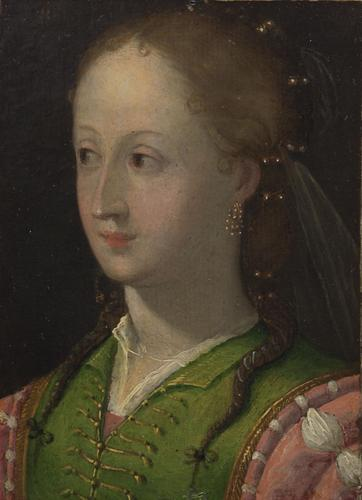
Caterina Pico

In zweiter Ehe nahm er 1484 Caterina Pico (* 1454 in Mirandola; † 5. Dezember 1501 in Luzzara) zur Frau, eine Schwester des Philosophen Giovanni Pico, mit der er sechs Kinder hatte:
- Paola Gonzaga (* 1486 in Mantua; † 30. Mai 1519 in Mailand) ⚭ 1501 Gian Niccolò Trivulzio (* 1479; † 1512), Conte di Musocco, Sohn von Gian Giacomo Trivulzio
- Gianfrancesco Gonzaga (* 2. Februar 1488 in Luzzara; † 18. Dezember 1524) Herr von Luzzara, ⚭ Laura Pallavicino (* um 1495, † ? ), Tochter von Galeazzo Pallavicino, Marchese di Busseto († 1520)
- Lucrezia Gonzaga (* 30. September 1490; † jung)
- Barbara Gonzaga (* 30. September 1490; † jung)
- Giulia Gonzaga (* 16. März 1493; † 25. November 1544), Nonne in Mantua
- Luigi Alessandro Gonzaga (* 20. April 1494 in Luzzara; † 19. Juli 1549 in Castel Goffredo) Marchese di Castiglione, Castel Goffredo e Solferino, ⚭ 1540 Caterina Anguissola († 13. Dezember 1550), Tochter von Gian Giacomo Anguissola, Conte di Piacenza – Großeltern des Hl. Aloisius von Gonzaga[5]